# Rue des Cordelières
Ne doit pas être confondu avec Rue des Cordeliers.
La rue des Cordelières est une voie située dans le quartier Croulebarbe du 13e arrondissement de Paris.

## Situation et accès

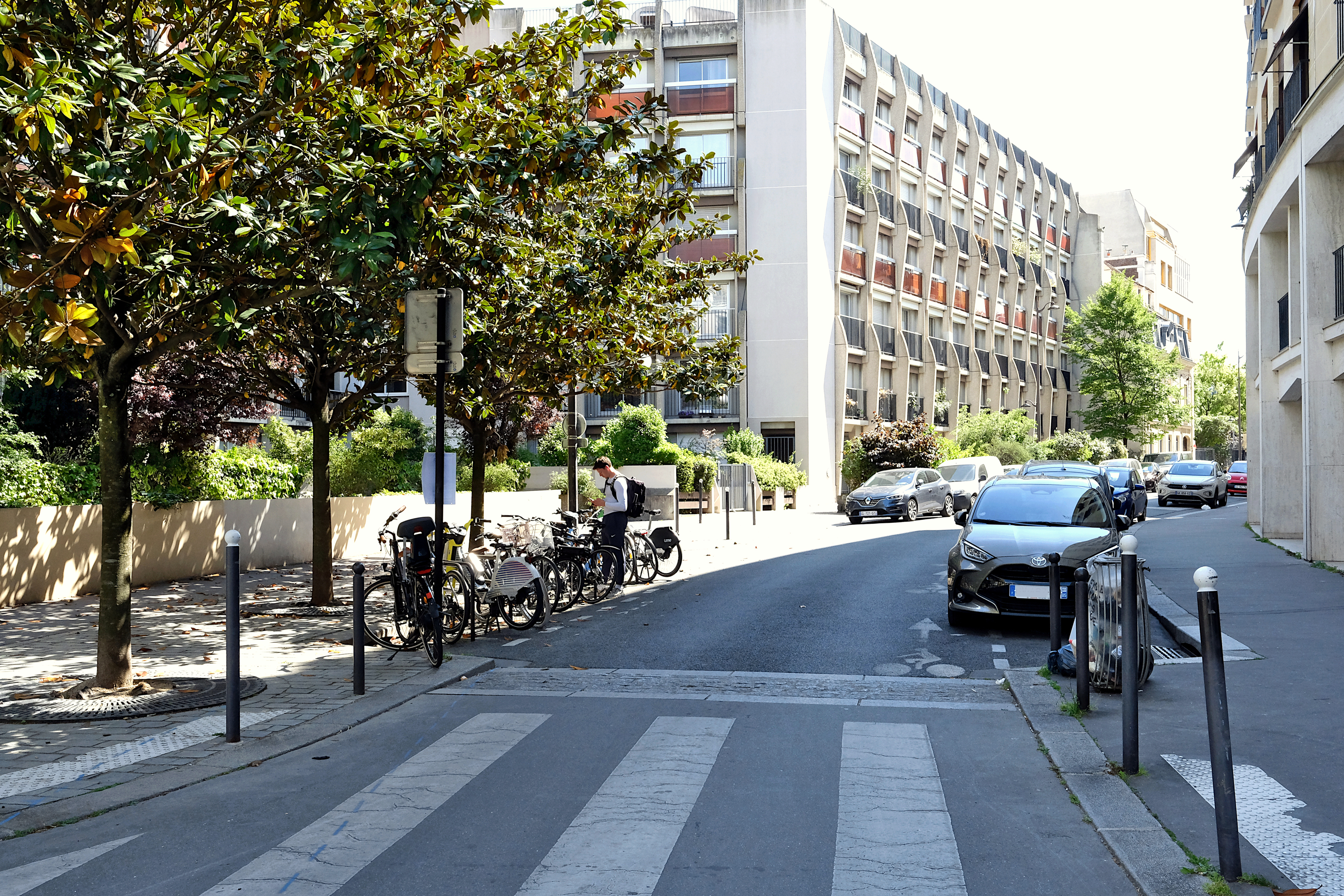
La rue en 2025.

La rue des Cordelières est desservie par les lignes 6 à la station Glacière et 7 à la station Les Gobelins.

## Origine du nom
Cette rue doit son nom à l'ancien couvent des Cordelières (nom alors donné communément aux Clarisses) qui se trouvait sur son site. Il n'en reste plus qu'un pan de mur dans le square attenant à l'hôpital Broca, au 54, rue Pascal.

## Historique
Cette rue, comme les rues Julienne et Pascal, est ouverte en 1825 sur l'emplacement des jardins de l'ancien couvent des Cordelières et reçoit son nom actuel la même année.

## Bâtiments remarquables et lieux de mémoire
- Au no 29, le Palais du peuple de l'Armée du salut érigé en 1912 est adjoint, en 1926, d'un bâtiment d'habitation sociale de 110 appartements, situé côté cour (donnant sur le square René-Le Gall) et construit par Le Corbusier avec le soutien financier de la princesse Edmond de Polignac.
- Au no 31, l'école Otzar Hatorah et le lycée privé confessionnel Jacob-Safra.
- Au no 33, l'accès au square René-Le Gall.
- Au nos 39-45, le lycée Rodin et l'entrée annexe du collège au no 41.
- Au no 40, le centre parisien de l'Association des guides et scouts d'Europe[2].

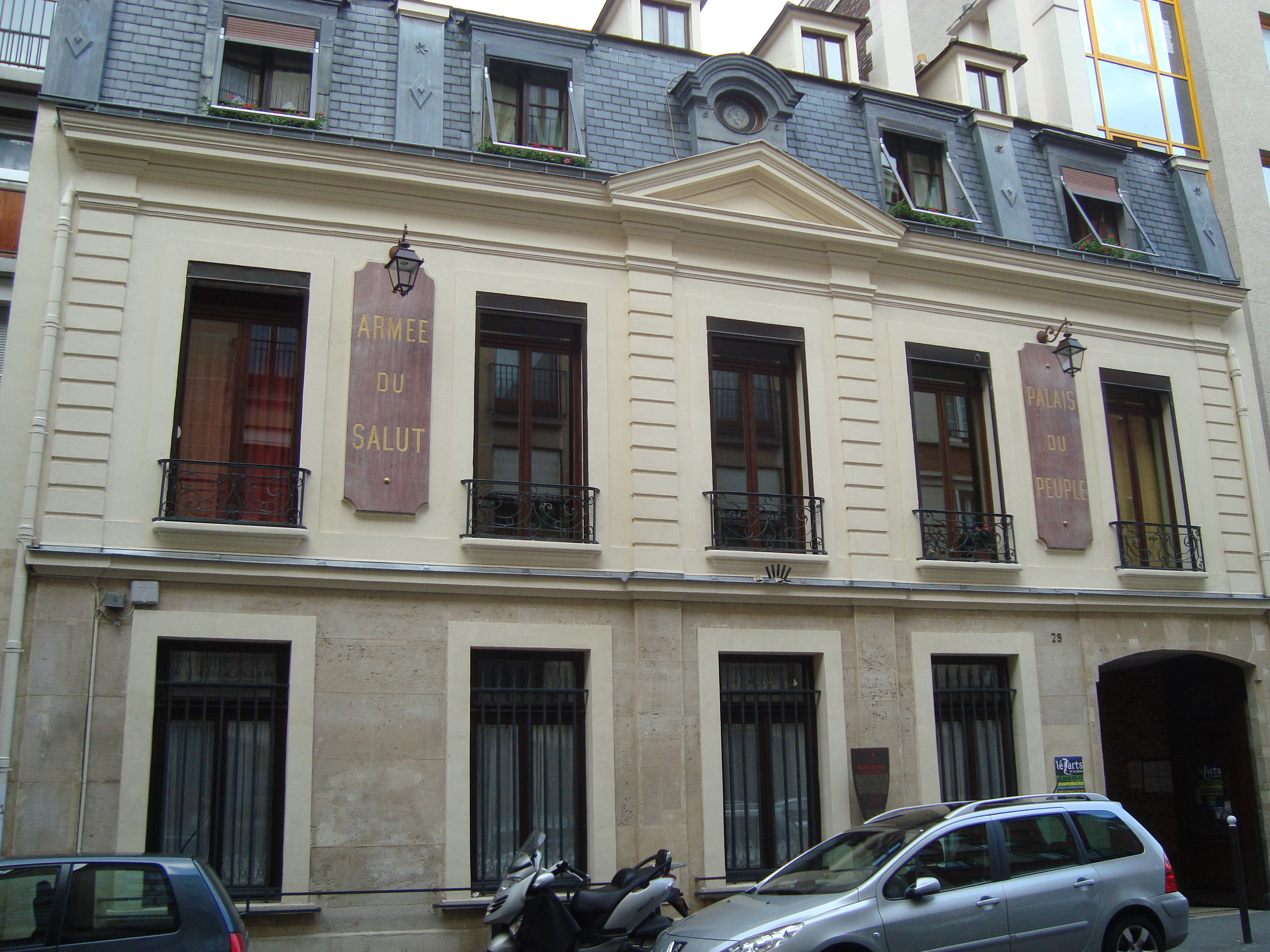
L'immeuble historique du Palais du peuple.
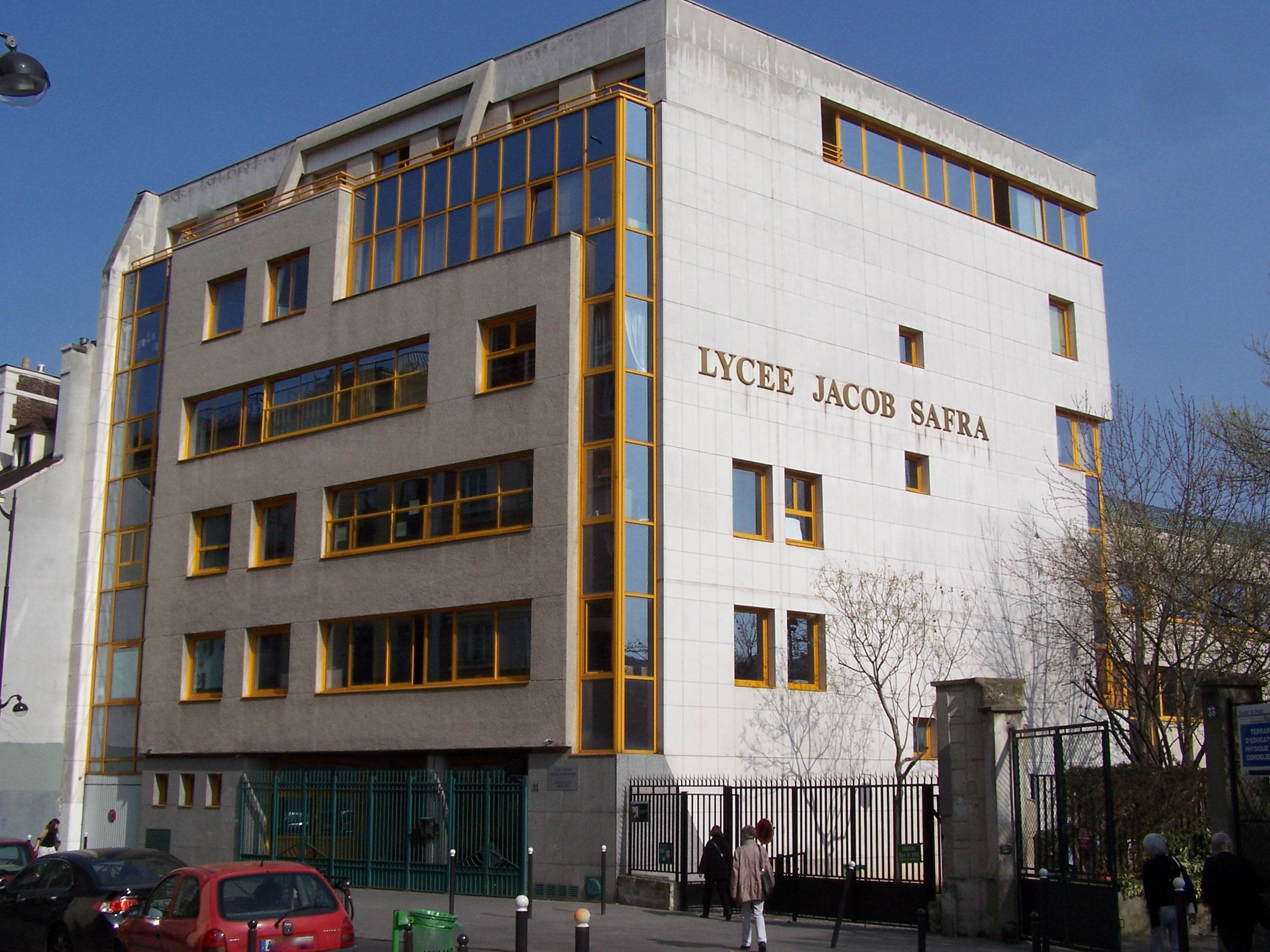
Le lycée Jacob-Safra.
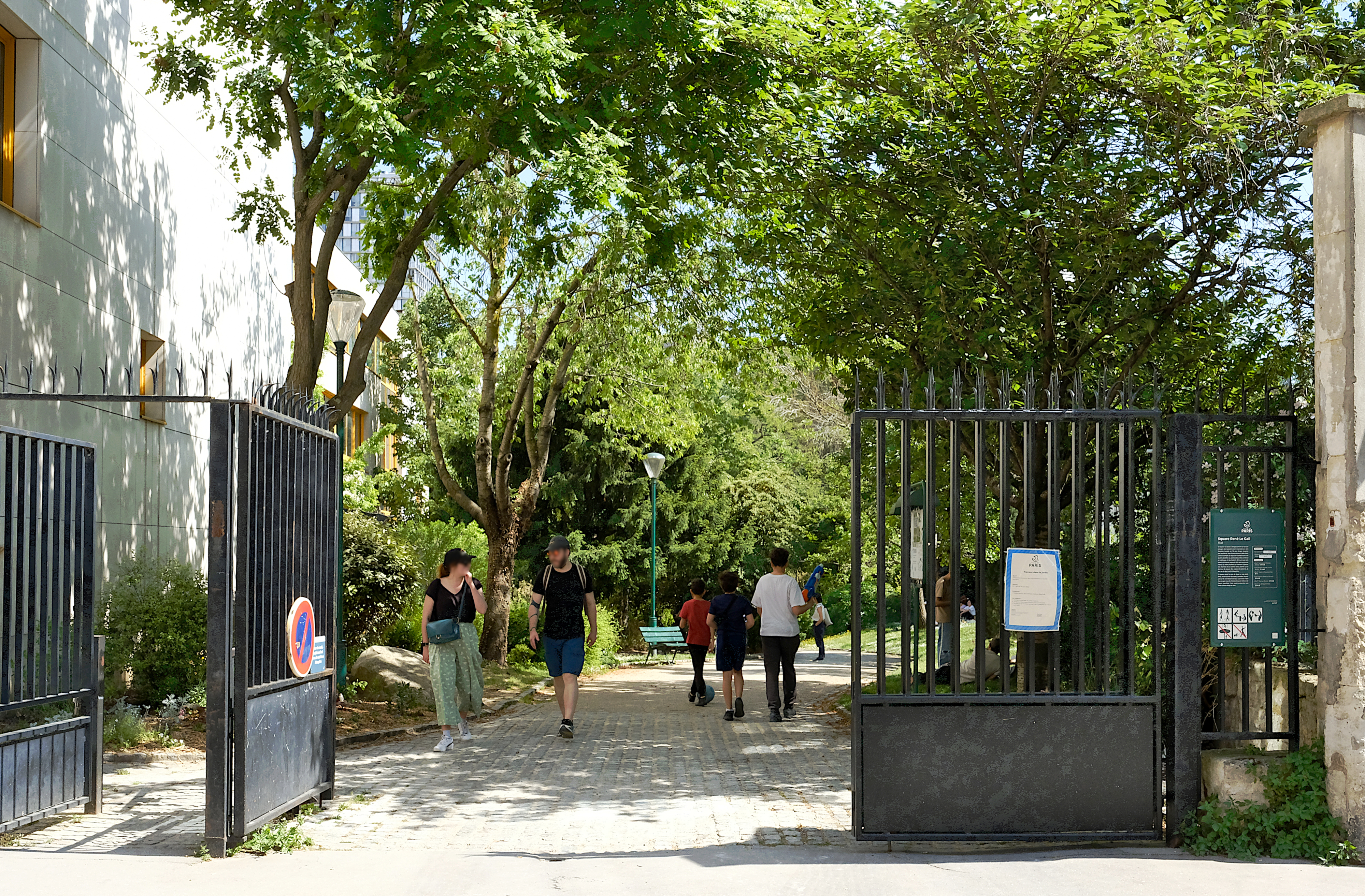
Entrée du square René-Le-Gall.
Fresque.